# 스테판 더흐로트

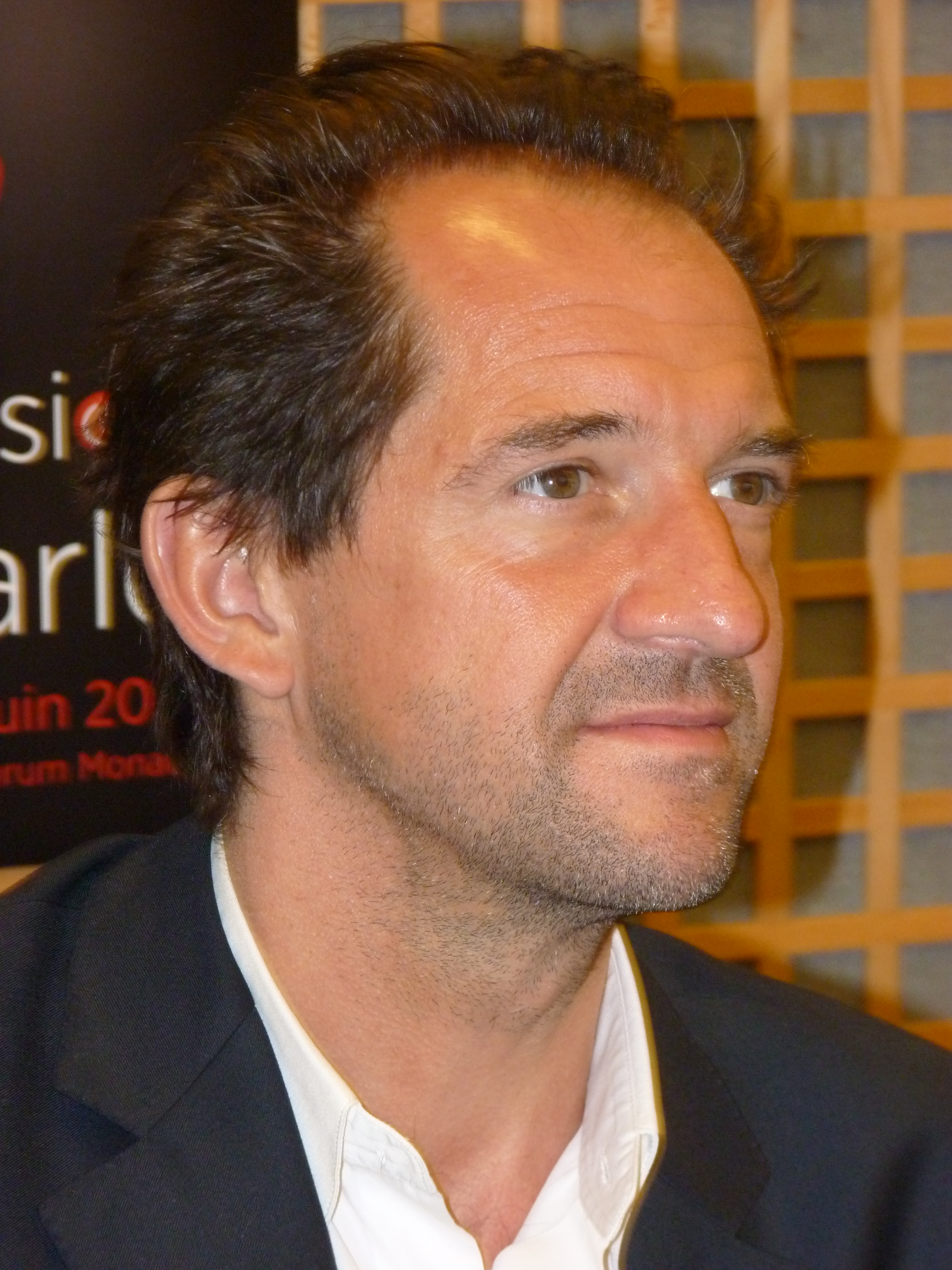

스테판 더흐로트(Stéphane De Groodt, 1966년 3월 3일 ~ )는 벨기에의 배우, 레이싱 드라이버이다.
브뤼셀에서 태어났다.

## 영화
- 르 주 (2018년)
- Chacun sa vie (2017)
- 코퍼렛 (2016년)
- 패니의 여행 (2015년)
- 파리-윌로비 (2014년)
- 한 시간의 평화 (2014년) - 파벨 역
- 바비큐 (2014년)
- 레 가젤 (2014년)
- 마이 올드 레이디 (2014년)
- 슈퍼처방전 (2014년)
- 쉐 누 쎄 트루아! (2013년)
- 이매큘러트 (2010년)
- 휘슬러 (2009년)
- 아스테릭스: 미션 올림픽 게임 (2008년)
- 인드링거 (2005년)
- 배드 장르 (2001년)